# Suore di Sant'Elisabetta del Terz'ordine di San Francesco (Cieszyn)
Le Suore di Sant'Elisabetta del Terz'Ordine di San Francesco (in polacco Zgromadzenie Sióstr Św. Elżbiety III Zakonu Regularnego Św. Franciszka) sono un istituto religioso femminile di diritto pontificio.

## Storia
Le origini della congregazione risalgono al monastero di terziarie francescane elisabettine fondato nel 1754 a Cieszyn da un gruppo di religiose provenienti dalla comunità di Breslavia.
Come negli altri monasteri di elisabettine, in origine le religiose professavano voti solenni, osservavano la clausura papale e si dedicavano alla cura dei malati nell'ospedale annesso al monastero; nel 1934 la sacra congregazione romana per i religiosi trasformò la comunità in congregazione di voti semplici e con clausura vescovile.
L'istituto, aggregato all'ordine dei frati minori dal 29 ottobre 1935, fu riconosciuto come congregazione di diritto pontificio con decreto del cardinale Stefan Wyszyński del 7 settembre 1963.

## Attività e diffusione
Le suore si dedicano al servizio ai malati e all'educazione della gioventù.
Oltre che in Polonia, sono presenti in Germania; la sede generalizia è a Cieszyn.
Alla fine del 2015 l'istituto contava 60 religiose in 6 case.